# Тимгад
Тимгад или Тамугади (на арабски: تيمقاد; на латински: Thamugadi) е римско-берберски град в планината Аурес, Алжир. Основан е от император Траян около 100 г. Пълното римско наименование на селището е Колония Марциана Улпия Траяна Тамугади (на латински: Colonia Marciana Ulpia Traiana Thamugadi). Траян кръщава града в чест на майка си, Марция, най-голямата си сестра, Улпия Марциана, и баща си, Марк Улпий Траян.
Разположени в днешен Алжир, на около 35 km източно от град Батна, руините са забележителни с това, че представляват един от най-добре запазените образци на хиподамова градска схема, използвана в римските градове. Тимгад е вписан в списъка на световното културно и природно наследство на ЮНЕСКО през 1982 г.

## История
Градът е основан ex nihilo като военна колония от император Траян около 100 г. Целта му е да служи главно като бастион срещу берберите в околните планини Аурес. Първоначално в него се заселват основно римски ветерани от армията.
Градът се радва на мирно съществуване през първите си няколкостотин години и става център на християнската дейност през 3 век, а през 4 век става център на донатизма.
През 5 век градът е разграбен от вандалите, преди да започва да упада. През 535 г. византийският генерал Соломон намира града празен, когато идва да го окупира по време на Вандалската война. През следващия век градът за кратко е населяван от християни, преди да бъде разграбен от бербери през 7 век. По време на християнския период Тимгад е диоцез, който става известен към края на 4 век, когато епископ Оптатий става представител на донатисткото движение. След Оптатий, Тимгад има два епископа: Гаудентий (донатист) и Фаустиний (католик).
Към края на 5 век Тимгад е разрушен от планинските племена на Аурес. Повторното му завладяване от византийците възражда някои дейности в града, който вече разполага с отбранителна стена на юг, изградена през 539 г. от премахнати блокове от римските паметници. Арабското нашествие окончателно довежда Тимгад до развалини и след 8 век той вече не е населяван.
Тъй като не са основани нови селища по тези места след 7 век, градът е частично запазен под слой пясък с дълбочина около метър. Навлизането на Сахара сред руините е основната причина за относително доброто състояние на града днес.

## Описание
Градът се намира на пресечната точка на шест пътя. Той е ограден, но не и укрепен. Първоначално е проектиран за население от около 15 000 души, но той бързо надраства първоначалните си спецификации и се разпростира отвъд ортогоналната си градоустройствена решетка към по-свободно организирана такава. По време на основаването си, районът около града е плодородна селскостопанска зона на около 1000 m над морското равнище.
Първоначалният римски градоустройствен план се вижда много добре по ортогоналния дизайн, който се подчертава от улиците декуманус и кардо, покрай които има коринтска колонада. Кордо не преминава изцяло през града, а завършва във форума при кръстовището с декумануса.
В западния край на декумануса се издига 12-метрова триумфална арка на Траян, която е частично възстановена през 1900 г. Арката е съставена основно от пясъчник. Театър с 3500 седящи места е запазен в добро състояние и понякога се използва за съвременни представления. Други ключови сгради са четири терми, библиотека и базилика.
Капитолният храм е построен в чест на бог Юпитер и е с приблизително същите размери като Пантеона в Рим. В близост до капитола се намира квадратна църква с кръгла апсида, датираща от 7 век. Югоизточно от града се намира голяма византийска цитадела, построена в по-късните дни на града.
През 1982 г. Тимгад е включен в списъка на световното културно и природно наследство на ЮНЕСКО.

## Библиотека
Библиотеката в Тимгад е подарък на римляните от Юлий Квинтианий Флавий Рогатианий и е изградена за цена от 400 хил. сестерции. Тъй като не е налична повече информация относно това дарение, точната дата на построяване на библиотеката все още е неизвестна. Съдейки по наличните археологични доказателства, има предположения, че тя датира поне от края на 3 век. Заема правоъгълник с размери 24,69 × 23,47 метра. Съставена е от голяма полукръгла стая, от двете страни на която са разположени две вторични правоъгълни стаи, като пред нея има U-образен колонаден портик, заграждащ трите страни на открит двор. От двете страни на портика се намират две дълги и тесни стаи, а голяма сводеста зала е комбинирала функциите на читалня и лекционна зала. Издължени беседки са поддържали дървени рафтове по стените, които вероятно са били завършени с други части, според допълнителни доказателства, намерени в библиотеката на Ефес. Възможно е да е имало и свободни шкафове с книги в центъра на стаята, както и бюро за четене. И докато архитектурата на библиотеката в Тимгад не е особено забележителна, откриването ѝ е исторически важно, тъй като показва наличието на напълно развита библиотечна система в този римски град, показвайки висок стандарт на образованието и културата. Докато няма сведения относно размера на колекцията в библиотеката, изчислено е, че тя вероятно е съхранявала около 3000 свитъка.

## Галерия
По-долу са показани снимки на руините на Тимгад, направени на 24 февруари 1928 г.